# Helen Whately
Helen Olivia Bicknell Whately (née Lightwood née le 23 juin 1976) est une femme politique britannique occupant le poste de ministre d'État aux Affaires sociales d'octobre 2022 à juillet 2024, et auparavant de 2020 à 2021. Elle est secrétaire de l'Échiquier au Trésor de 2021 à 2022. Membre du Parti conservateur, elle est députée de Faversham et Mid Kent depuis 2015.
Whately est nommée vice-président du Parti conservateur par Theresa May en 2019, et est maintenue à ce poste par Boris Johnson. Elle est sous-secrétaire d'État parlementaire aux arts, au patrimoine et au tourisme de septembre 2019 à février 2020. Lors du remaniement ministériel de 2020, Johnson la transfère au poste de ministre d'État aux Affaires sociales. Whately est ministre de la protection sociale pendant la Pandémie de Covid-19 au Royaume-Uni. Lors du remaniement ministériel de 2021, Johnson la transfère au poste de secrétaire de l'Échiquier au Trésor, sous la direction du chancelier Rishi Sunak. En juillet 2022, elle démissionne de son poste pour protester contre la direction de Johnson au milieu d'une crise gouvernementale. Elle n'est pas au gouvernement pendant le mandat de Liz Truss en tant que Premier ministre, avant de reprendre son ancien poste de ministre des Affaires sociales en octobre 2022 sous Sunak.

## Jeunesse et carrière
Helen Olivia Bicknell Lightwood est née à Norwich le 23 juin 1976 et grandit près de Redhill, Surrey. Son père est chirurgien et sa mère médecin,. Elle fait ses études à la Woldingham School, dans le Surrey, un externat et un internat pour filles âgées de 11 à 18 ans, avant d'entrer en sixième à la Westminster School de Londres,. Au cours de ses années scolaires, elle travaille dans les hôpitaux, avec l'intention de suivre ses parents dans une carrière médicale, mais dans son premier discours en tant que députée, elle déclare cela l'a plutôt incitée à poursuivre une carrière dans laquelle elle pourrait améliorer les soins de santé dans son ensemble.
Après avoir quitté l'école, elle enseigne l'anglais dans le Népal rural pendant un an. Elle étudie la philosophie, la politique et l'économie à Lady Margaret Hall, Oxford, et est membre de la société de débat l'Oxford Union, mais elle ne s'intéresse pas à la politique étudiante.
Après l'université, elle travaille pendant deux ans chez PricewaterhouseCoopers en tant que consultante en gestion stagiaire, avant de travailler chez AOL, où elle participe à la mise en place de son service de films sur Internet,,. Après cela, elle travaille comme conseillère en politique des médias pour le secrétaire d'État fantôme de l'époque à la culture, aux médias et aux sports et député conservateur Hugo Swire. Cette expérience l'incite à poursuivre une carrière politique.
Elle se présente sans succès aux élections générales de 2010 dans la circonscription de Kingston et Surbiton pour le Parti conservateur, perdant face au député libéral démocrate sortant Edward Davey par 7 560 voix (13,3%). De 2007 à 2015, Whately travaille comme responsable de l'engagement pour le cabinet de conseil en management McKinsey & Company dans sa division santé,.

## Carrière parlementaire
En février 2015, Whately est sélectionnée par le Parti conservateur pour le siège de Faversham et Mid Kent dans une liste restreinte de femmes. L'ancien député conservateur de la circonscription, Hugh Robertson a choisi en janvier de ne pas se représenter. Elle fait également partie de la liste restreinte des circonscriptions de Wealden, North East Hampshire, South Cambridgeshire, Bury St Edmunds et Banbury.
Aux élections générales de 2015, elle est élue députée de Faversham et Mid Kent avec 24 895 voix (54 %) et une majorité de 16 652 voix (36,4 %). La circonscription est considérée comme un siège sûr et est représentée par des députés conservateurs depuis sa création en 1997. Le premier discours de Whately, le 2 juin, porte sur le National Health Service. En juillet, elle est choisie pour siéger au Commons Health Select Committee.
Whately soutient le maintien du Royaume-Uni dans l'Union européenne lors du référendum d'adhésion de 2016.
En juillet 2016, Whately est nommée secrétaire privé parlementaire (PPS) du ministre du Commerce international Greg Hands. En février 2017, elle vote pour soutenir la motion du gouvernement visant à invoquer l'article 50 pour lancer officiellement le processus de retrait du Royaume-Uni de l'UE. Whately, partisane du "Remain", explique sa décision comme respectant le résultat du référendum.
Whately conserve son siège aux élections générales de 2017, avec 30 390 voix (61,1 %) et une majorité accrue de 17 413 voix (35 %). Après l'élection, elle devient PPS auprès de la Secrétaire d'État à l'Éducation et ministre des femmes et de l'égalité, Justine Greening.
En janvier 2018, elle est nommée PPS de Brandon Lewis, ministre sans portefeuille et président du Parti conservateur,. Plus tard dans l'année, elle devient vice-présidente du Parti conservateur pour les femmes, après que Maria Caulfield se soit retirée pour protester contre l'approche du gouvernement vis-à-vis du Brexit,.
En 2019, Whately vote pour l'accord de retrait du Brexit de la première ministre de l'époque, Theresa May. Elle déclare également son opposition à un référendum sur tout accord de retrait du Brexit. Le 17 avril, Whately est promue vice-présidente du Parti conservateur. Le 10 septembre, elle est nommée sous-secrétaire d'État parlementaire aux Arts, au Patrimoine et au Tourisme par le Premier ministre Boris Johnson. Aux élections générales de décembre, elle est réélue avec une majorité accrue de 21 976 voix (43,6 %).
En février 2020, Whatley rejoint le ministère de la Santé et des Affaires sociales en tant que ministre d'État aux Affaires sociales.
Elle est nommée secrétaire de l'Échiquier au Trésor lors du remaniement ministériel de 2021. Elle démissionne le matin du 7 juillet 2022 dans le cadre d'une série de démissions massives contre le Premier ministre Boris Johnson.

## Vie privée
Whately vit à Londres et dans un village près de Faversham,. En 2005, elle épouse Marcus Whately (qu'elle a rencontré à l'Université d'Oxford), le fondateur et co-directeur général d'une compagnie d'énergie,. Ils ont trois enfants. Depuis 2015, elle est vice-présidente de la branche Maidstone de l'association caritative Mencap pour les troubles d'apprentissage,.
En tant que cavalière, elle est membre de la British Junior Eventing Squad, et à l'université, elle est capitaine de l'équipe d'équitation et a remporté deux demi- bleus.